# Ahlamu
Ahlamu ou Aḫlamū (littéralement "Compagnons" ou " Confédérés "), étaient des semi-nomades sémites. Leur habitat était situé à l'ouest de l'Euphrate, entre l'embouchure du Khabur et Palmyre. 
Ils sont mentionnés pour la première fois dans les sources depuis Rim-Anum (XVIIIe siècle av. J.-C.), un roi d'Uruk, et dans les textes de Mari ; puis, au XIVe siècle av. J.-C. dans des sources égyptiennes, dans l'une des lettres amarniennes, au temps d'Akhenaton, où l'on affirme qu'ils avaient avancé jusqu'à l'Euphrate ,. 

## Histoire
En partie, ces Ahlamu signifiaient certainement les Amoréens. L'une des tribus des Ahlamu était les Araméens, ils agissaient souvent avec les Sutéens . Des raids sur les Ahlamu sont également effectués dans le golfe Persique car ils peuvent avoir perturbé ou interrompu le commerce de Dilmun. 
Dans l'une de ses inscriptions, le roi assyrien Adad-nirari II déclare que son père, Ashur-dan II, a vaincu différents peuples des montagnes, y compris les nomades Ahlamu. Selon l'inscription d'un autre roi assyrien, Shalmaneser I, l'Ahlamu avec le soutien mitannien de Shattuara II de Hanigalbat, a été vaincu lors de son soulèvement contre les Assyriens. 
Ahlamu a même pu entraver la communication entre les royaumes, mentionnés par le roi de Babylone Kadashman-Enlil II, dans ses relations avec le roi hittite Ḫattušili III, dans lesquelles il se plaint de l'interruption de l'envoi de messagers entre les deux cours, sous le prétexte du agressions du bandit Ahlamu. À partir du XIIe siècle avant notre ère, les Mésopotamiens se sont de plus en plus référés à ces mêmes groupes mobiles comme des « Araméens ».  
Ils sont également connus comme ennemis des Assyriens, lorsque l'Assyrie refait surface, déjà au temps du monarque Ashur-resh-ishi I, il a fait allusion aux victoires contre les Ahlamu et les Gutians, tout comme son successeur, Tiglath-Pileser I. 
Le roi assyrien Arik-den-ili s'est tourné vers l'ouest en Levant (la Syrie et le Liban modernes), où il a réussi à soumettre les Sutéens, les Ahlamu et les Yauru, dans la région de Katmuḫi dans l'Euphrate moyen.

## Vie sociale
Les Ahlamu pouvaient se battre seuls en agissant comme mercenaires avec d'autres peuples comme les Hittites ou les Mitannis. De plus, du fait de leur excellente connaissance du désert, ils étaient parfois embauchés comme guides caravaniers ou drovers, au même titre que les nomades sutéens pour de grandes expéditions commerciales. 
Ils vivaient dans des tentes, sous la juridiction d'un cheikh, Rab Zārāti, seigneur du camp de la tente du campement. Dans le Nippour kassitique, ils ont servi de gardes. Certains d'entre eux avaient des noms kassitiques ou babyloniens, bien que l'histoire dise qu'ils n'étaient pas toujours fiables.